# Ла Коста (Болоња)
Ла Коста (итал. La Costa) је насеље у Италији у округу Болоња, региону Емилија-Ромања.
Према процени из 2011. у насељу је живело 5 становника. Насеље се налази на надморској висини од 686 м.